# El asesino de Pedralbes
El asesino de Pedralbes es una película documental española coescrita y dirigida por Gonzalo Herralde en la que se dramatiza de la biografía de José Luis Cerveto, conocido como "el asesino de Pedralbes" con las declaraciones del propio Cerveto y de otras personas. Fue rodada en cinco semanas, en buena parte en la prisión de Huesca, donde Cerveto cumplía condena. Fue estrenada en el cine en Barcelona el 14 de septiembre de 1978, y en Madrid el 6 de abril de 1979. 

## Argumento
El 4 de mayo de 1974 fue asesinado a puñaladas un matrimonio de la alta burguesía barcelonesa en el dormitorio de su torre en el barrio de Pedralbes (Barcelona). La violencia de los hechos y la sangre fría con la fue cometido sembró el pánico y el desconcierto en la ciudad. Al día siguiente, fue interrogado el guarda de la torre, José Luis Cerveto, un antiguo chófer del matrimonio condenado por pederastia, y poco después era detenido e incomunicado en una celda. Entonces, comunicó que quería confesar y relató con minuciosidad la preparación y la comisión del crimen, así como su deseo de que lo condenasen a muerte.

## Premios y distinciones
Festival Internacional de Cine de San Sebastián
| Año  | Categoría                                                          | Galardonado      | Resultado |
| ---- | ------------------------------------------------------------------ | ---------------- | --------- |
| 1978 | Premio Perla del Cantábrico al mejor largometraje de habla hispana | Gonzalo Herralde | Ganador   |